# Georges Kowal
Pour les articles homonymes, voir Kowal.
Georges Kowal, né Orkan Kowal le 12 août 1925  en Ukraine et décédé le 20 février 1952 à Thai Binh au Vietnam est un journaliste de guerre et cinéaste naturalisé français.
Il est connu pour avoir été l'un des tout premiers reporters de guerre de l'armée française et a notamment inspiré Pierre Schoendoerffer à faire carrière auprès du service cinématographique des armées.

## Biographie
Georges Kowal est né en Ukraine occidentale. Motivé et ambitieux, il finit par entrer dans l'armée française et devient sous-officier spécialiste cinématographique de l'armée de l'Air.

### Guerre d'Indochine et mort
Arrivé en Indochine française en décembre 1948, Georges est reçu en la qualité de caméraman pour le service cinématographique des armées (SCA). Ses reportages couvrent de nombreuses batailles et est notamment parachuté à Thaï-Nguyen en 1950. Il participe également aux offensives éclairs de Cho Ben et Hoa-Binh l'année suivante. Toutefois, lors de l'opération Crachin le 20 février 1952, il tombe près de Thai Binh. Son corps est retrouvé noyé dans une rizière, caméra à la main, le poids de son matériel l'empêchant de se relever. Son coéquipier, le reporter-photographe Raymond Varoqui, ramènera son corps à Hanoï, le 21 février 1952. Son pays d'accueil sera aussi celui qui l'aura vu mourir.
« En même temps qu’à ces morts de Corée, il faut donner un souvenir à Georges Kowal, qui filma pour les Actualités les combats d’Indochine. Ces jours derniers, Monsieur Letourneau épinglait sur sa poitrine la Croix de guerre, quelques jours après Kowal tombait la caméra à la main, près de Thái Bình. Un héros et un martyr du métier de chasseur d’images. Les Actualités purent refléter les phases essentielles de cette guerre grâce aux cameramen du Service Cinématographique des Armées (…). Une fois encore, ses opérateurs surent moissonner au jour le jour, dans les rizières comme dans la jungle, les images qui témoignaient pour l’Histoire. Plusieurs d’entre eux payèrent de leur vie leur courage sur les lieux de combat : l’opérateur Kowal, en 1952, et son camarade Perreau, en 1954. Leur collègue François Charlet fut blessé au pied, tandis que le cameraman André Lebon perdait une jambe au cours de la bataille de Dien-Bien-Phu. »

## Filmographie
- 1952 : L'Aviation de chasse en Indochine[8]

## Prix, distinctions et hommage
Distinctions militaires
- Croix de guerre des Théâtres d'opérations extérieurs
- Mort pour la France

Distinctions civiles
- Chevalier de la Légion d'honneur à titre posthume

Hommage
- D'ailleurs toujours en 2006, une exposition intitulée "Les reporters de guerre de 1944 à nos jours" organisée par l'ECPAD s'est tenue à Bayeux également, cette fois-ci au Musée mémorial de la Bataille de Normandie. L'exposition a duré du 4 au 31 octobre et s'est déroulée à l'occasion du Prix de littérature Bayeux-Calvados dédié aux correspondants de guerre. Elle rend hommage à une génération d'hommes qualifiée "d'exceptionnels" et cite notamment Pierre Schoendoerffer et Georges Kowal comme "de grands noms de la photographie et de l'audiovisuel"[9].
- Une salle de projection porte son nom au Fort d'Ivry-sur-Seine[10].
- Il est en couverture du numéro 2 de la revue mensuelle "Combattant d'Indochine" parue en mars 1952 et publiée par l'Association des anciens du C.E.F.E.O et des Forces françaises d'Indochine. Cette dernière est encore en vente sur internet pour les collectionneurs[11].
- Il apparaît également sur la couverture du numéro 336 de la revue "Les Gueules Cassées : Sourire quand même" parue en janvier 2016 et publiée par l'Union des blessés de la face et de la tête. Il s'agit d'une association reconnue d'utilité publique depuis 1927. On le retrouve également page 17 dans la rubrique "Découverte"[12].
- Les écrits de plusieurs journalistes dont ceux de Georges Kowal ont inspiré le film de d'animation "Aventures en Indochine" (2012) du réalisateur français Patrick Jeudy. Il le précise dans la liste artistique de son œuvre[13].
- Il est également crédité dans le synopsis du documentaire "Filmer la Guerre d'Indochine" réalisé en 2009 et produit en partie par la chaîne télévisée Histoire TV[14].
- Les travaux de Georges, au vu de la nature politique de la guerre d'Indochine, ont permis d'enrichir les recherches menées par Pascal Pinoteau dans la revue académique "20 et 21 siècle : Revue d'histoire" publiée en 2003 par les Presses de Sciences Po. Son étude est intitulée "Propagande cinématographique et décolonisation : L'exemple français (1949-1958)". Le nom de Georges crédité sur les photos, au côté d'Alain Pol[15].
- Les cadreurs du service cinématographique des armées sont décrits comme étant des « soldats de l'image » dans le dossier « Le cinéma au service de la défense, 1915-2008 ». En plus de Georges Kowal, on y mentionne Pierre Schoendoerffer, mais également Daniel Camus et Jean Péraud, ses camarades du service presse lors de la guerre d'Indochine[16].